# ジャコモ・ファッコ
ジャコモ・ファッコ（Giacomo Facco, 1676年2月4日 - 1753年2月16日）は、イタリアの作曲家・ヴァイオリニスト。

## 生涯
パドヴァとヴェネツィア近郊の集落マルサンゴに生まれる。1705年よりスペインのシチリア副王であったロス＝バルバセス侯カルロ・アントニオ・スピノラのパレルモでの宮廷の合唱指揮者・ヴァイオリン奏者となった。1708年にスピノラの宮廷がメッシーナに移るとそれに従った。当時はスペイン継承戦争の最中で、メッシーナでファッコはフェリペ5世の勝利を称える作品を作っている。1720年にポルトガルの宮廷のオファーを断って、スペインの宮廷音楽家となった。最初はルイス王子（後のルイス1世）にクラヴィコード教師として仕え、次にフェルナンド王子（後のフェルナンド6世）に仕え、1731年以降はカルロス王子（後のカルロス3世）の教師を務めた。マドリードで死去。

## 作品
代表作に1716年にアムステルダムで出版されたヴァイオリン協奏曲集『和声復興への考察』op.1がある。その他にもオペラやカンタータがある。当時は高名な作曲家であったが、その後忘れ去られてしまった。再発見されたのは1962年、イタリア出身のメキシコの作曲家ウベルト・ザルノリの手によってである。